# 須田清見
須田 清見（すだ きよみ、1956年8月8日 - ）は、神奈川県出身の元プロ野球選手（内野手）。

## 来歴・人物
武相高を卒業後、北村スポーツ商事に入社。その後、1975年オフにドラフト外でロッテオリオンズに入団。
1977年、一軍公式戦に出場することなく退団した。

## 詳細情報

### 年度別投手成績
- 一軍公式戦出場なし

### 背番号
- 56 （1976年 - 1977年）